# Ma'oz Chajim
Ma'oz Chajim (hebrejsky מָעוֹז חַיִּים‎, doslova Chajimova pevnost, anglicky Ma'oz Haim, v oficiálním seznamu sídel Ma'oz Hayyim) je vesnice typu kibuc v Izraeli, v Severním distriktu, v Oblastní radě Emek ha-ma'ajanot.

## Geografie
Leží v nadmořské výšce 236 metrů pod mořskou hladinou v intenzivně zemědělsky využívaném Bejtše'anském údolí, které je součástí Jordánského údolí. V okolí obce se nacházejí četné vydatné prameny, ale původní vádí protékající údolím byla většinou kvůli zemědělskému hospodaření svedena do umělých vodotečí. Údolí je rovinaté, s rozsáhlými plochami umělých vodních nádrží a zemědělských pozemků. Člení ho jen nevelké pahorky, většinou lidského původu coby stopy dávného osídlení jako Tel Nimrod a Tel Pecha, které se rozkládají jižně od vesnice, stejně jako vrch Giv'at Chacvim.
Vesnice je situována 23 kilometrů jižně od Galilejského jezera, 2 kilometry západně od Jordánu, cca 4 kilometry východně od města Bejt Še'an, cca 85 kilometrů severovýchodně od centra Tel Avivu a cca 63 kilometrů jihovýchodně od centra Haify. Ma'oz Chajim obývají Židé, přičemž osídlení v tomto regionu je ryze židovské.
Ma'oz Chajim je na dopravní síť napojen pomocí dálnice číslo 71, která vede z Bejt Še'an k hranici s Jordánskem, kde se nachází hraniční přechod Jordán. Z ní tu odbočuje lokální silnice číslo 6688 do kibucu Kfar Ruppin.

## Dějiny
Ma'oz Chajim byl založen v roce 1937. Šlo o opevněnou osadu typu Hradba a věž. Jejími zakladateli byla skupina Židů původem z Polska a Německa, která se zformovala už v roce 1928. Od roku 1930 provizorně sídlila v lokalitě Ma'ajan Charod (מעיין חרוד). V roce 1937 se pak usadila v nynější lokalitě.
Původní jméno osady znělo Ma'oz (מעוז). Později byla pojmenována Ma'oz Chajim podle Chajima Shturmana, který v tomto regionu zajišťoval výkupy pozemků do židovského vlastnictví a byl zabit roku 1938 Araby.
V roce 1941 došlo v osadě k výstavbě zděných domů namísto dosavadních stanů. Roku 1949 měl kibuc Ma'oz Chajim 465 obyvatel a rozlohu katastrálního území 4592 dunamů (4,592 kilometru čtverečního).
Ekonomika Ma'oz Chajim je založena na zemědělství a průmyslu. Severně od vesnice leží rozsáhlé rybníky s chovem ryb. Turistický ruch je směřován na blízký hraniční přechod s Jordánským královstvím. V prostoru kibucu byly odhaleny archeology pozůstatky synagogy z raného středověku.
V kibucu fungují zařízení předškolní péče o děti. Základní škola se nachází ve vesnici Chamadija. Střední škola Ge'on ha-Jarden je v sousedním Neve Ejtan. K dispozici je tu ordinace, plavecký bazén a sportovní areály, obchod, společná jídelna a pošta. Od 90. let 20. století kibuc prošel částečnou privatizací.

## Demografie
Obyvatelstvo kibucu Ma'oz Chajim je sekulární. Podle údajů z roku 2014 tvořili naprostou většinu obyvatel v Ma'oz Chajim Židé (včetně statistické kategorie „ostatní“, která zahrnuje nearabské obyvatele židovského původu ale bez formální příslušnosti k židovskému náboženství).
Jde o menší sídlo vesnického typu s klesající populací. K 31. prosinci 2014 zde žilo 467 lidí. Během roku 2014 populace stoupla o 8,4 %.
| Rok            | 1948 | 1949 | 1961 | 1972 | 1983 | 1995 | 2001 | 2003 | 2004 | 2005 | 2006 | 2007 | 2008 | 2009 | 2010 | 2011 | 2012 | 2013 | 2014 |
| -------------- | ---- | ---- | ---- | ---- | ---- | ---- | ---- | ---- | ---- | ---- | ---- | ---- | ---- | ---- | ---- | ---- | ---- | ---- | ---- |
| Počet obyvatel | 556  | 465  | 526  | 470  | 581  | 601  | 615  | 585  | 566  | 571  | 537  | 554  | 535  | 440  | 433  | 436  | 436  | 431  | 467  |